# Скромный (эсминец)
«Скромный» — эскадренный миноносец проекта 56 (код НАТО — «Kotlin»), построенный для Советского Военно-Морского Флота в 1950-х годах. Впоследствии был модернизирован по проектам 56-ПЛО и проекту 56-А.

## История строительства
19 августа 1952 года «Скромный» был зачислен в списки кораблей ВМФ, 27 июля 1953 года, под заводским номером 704, заложен на ленинградском заводе им. Жданова по проекту 56. 26 октября 1954 года спущен на воду, и через год, 30 декабря 1955 года «Скромный» принят флотом. Вступил в состав Краснознамённого Балтийского флота (КБФ) 11 января 1956 года.

## История службы
12 сентября 1956 года прибыл в Североморск и зачислен в состав 121-й бригады эсминцев Северного флота (СФ). В 1956—1957 годах проходил мореходные испытания.
В период с 12 ноября 1958 года по 29 ноября 1960 года ЭМ «Скромный» прошёл в Ленинграде на заводе им. Жданова капитальный ремонт с модернизацией по проекту 56-ПЛО. Позднее прибыл на Северный флот, был включён в состав 170-й бригады эсминцев. Поставлен на консервацию. 24 июня 1965 года покинул Североморск, начав переход на Балтийский флот. В период с 7 июля 1965 года по 19 ноября 1969 года корабль был модернизирован в Кронштадте по проекту 56-А, а затем включён в состав 7-й ОПЭСК.
В период с 10 по 27 апреля 1970 года «Скромный» принимал участие в учениях «Океан-70», участвовал в спасательной операции на аварийной атомной подводной лодке К-8. В 1972 году нёс боевую службу в Западной Атлантике: с 6 по 28 января нанёс визит в Бисау (Гвинея), с 5 марта по 6 мая — в Гавану (Куба). Прошёл ремонт на судоремонтном заводе № 35 в Росте. С 23 по 29 маяе 1973 года ЭМ «Скромный» нанёс визит в Пуэнт-Нуар (Конго-Браззавиль), с 12 июня по 10 октября обеспечивал советское военное присутствие в Гвинее с заходом в Бисау. 15 августа 1977 года был поставлен на ремонт. 1 октября 1978 года включён в состав 56-й бригады эсминцев 7-й ОПЭСК.
22 февраля 1980 года «Скромный» был выведен из боевого состава, законсервирован и поставлен на отстой. 14 марта передан на консервацию в 176-ю бригаду кораблей резерва 2-й дивизии подводных лодок (губа Сайда). Весной 1983 года расконсервирован, введён в состав 7-й ОПЭСК на период учений «Магистраль-83» в августе того же года, после чего снова поставлен в отстой. 25 апреля 1989 года разоружён и исключён из состава ВМФ в связи с передачей в ОФИ для демонтажа и реализации. Расформирован 1 октября 1989 года. В 1990 году продан на слом в Италию (Порто-Ногаро).
Эсминец «Скромный» ходил в дальние походы, выполняя задачу — «поиск ударных авианосных соединений НАТО». Корабль обнаружил в Атлантическом океане авианосец США «Энтерпрайз» и вёл его сопровождение в течение целой недели (лето 1963 года). За это событие экипаж эсминца был награждён нагрудными знаками Главкома ВМФ СССР «За дальний поход».
«Скромный» участвовал в учениях Северного флота (поиск подводных целей) в 1964 году. Во время учений при густом тумане из-за ошибок службы РТС было допущено столкновение с другим кораблем. В результате корабль получил повреждения носовой части, при этом погибли два матроса.

## Вооружение

### После модернизации по проекту 56-А
Проект 56-А был направлен на усиление ПВО. В результате этой модернизации были сняты торпедный аппарат ПТА-53-56, часть автоматов СМ-20-ЗИФ, одна кормовая башня СМ-2-1, а также грот-мачту с установленными на ней антеннами.
Вместо них был размещёны зенитный ракетный комплекс (ЗРК) «Волна» с двухбалочной пусковой установкой (ПУ) и шестнадцатью зенитными управляемыми ракетами (ЗУР) в погребе, а также система управления огнём (СУ) «Ятаган», антенну которой смонтировали на башенно-подобном основании, установленном вместо грот-мачты.
Появилась трехкоординатная РЛС общего обнаружения МР-310 «Ангара-М».

## Бортовые номера
В ходе службы эсминец сменил ряд следующих бортовых номеров:
- 1956 год — № 75[4];
- 1959 год — № 542[4];
- 1962 год — № 521[4];
- 1963 год — № 612[4];
- 1965 год — № 764[4];
- 1966 год — № 012[4];
- 1969 год — № 308[4];
- 1970 год — № 333[уточнить]
- 1971 год — № 303[уточнить]
- 1972 год — № 308[уточнить]
- 1973 год — № 305[уточнить]
- 1975 год — № 345[4];
- 1979 год — № 443[уточнить]
- 1981 и 1983 годы — № 424[уточнить].

## Командиры
- 1959—1963 - капитан 3 ранга Смирнов И. П.[уточнить]
- 1963-1964 - капитан 2 ранга Зуб В.И.
- 1964-1968   — капитан 2 ранга Омельчук В. А.
- 1968—1969 - [уточнить]
- 1969-1972 -
- 1972—1979 — капитан 3 ранга Гуценко Ю. П.[уточнить]
- 1979—1981 — капитан 2 ранга Ганас М. А.[уточнить]
- 1983 — капитан 2 ранга Бражник. А. И.[уточнить].